# Monumento a Giuseppe Mazzoni
Il monumento a Giuseppe Mazzoni, opera dello sculture Alessandro Lazzerini, si trova a Prato sul lato sud di piazza del Duomo davanti a Palazzo Vestri.
Giuseppe Mazzoni ricoprì numerosi incarichi durante la sua vita, tra cui quelli di triumviro della Repubblica Toscana nel 1849, parlamentare del Regno d’Italia e Gran Maestro della Massoneria.

## Storia
Il primo omaggio che la città di Prato tributò alla figura di Mazzoni fu una lapide commemorativa in via dell’Accademia, a ricordare la casa dove egli nacque (10 maggio 1885).
Alla sua morte, nel 1880, un gruppo di operai si costituì in comitato e lanciò una sottoscrizione per onorare la memoria di Mazzoni con un monumento. Il comitato chiese un sussidio economico anche al Comune, che concesse un contributo di 600 lire, decidendo che la statua dovesse sorgere in piazza Duomo perché quella del Comune era ritenuta troppo piccola.

## Inaugurazione
La manifestazione per l’inaugurazione del monumento a Mazzoni fu fissata per il 9 maggio 1897.
Numerose autorità e associazioni si concentrarono, alle ore 10, nel cortile interno del Collegio Cicognini, per formare il corteo che avrebbe raggiunto piazza Duomo. Oltre al comitato per il monumento, presieduto da Torello Gabellini, sfilarono circa un centinaio di associazioni massoniche, guidate dal Gran Maestro Ernesto Nathan. Venivano poi le rappresentanze politiche locali, guidate dal sindaco Cipriani, e nazionali, con delegazioni dei due rami del Parlamento. Presenti anche molti alunni della scuola professionale tessitura e tintoria e di quelle comunali, oltre al Collegio Cicognini.
All’inaugurazione seguì una lunga serie di discorsi commemorativi. Parlarono il presidente del comitato Torello Gabellini, il sindaco di Prato Raffaello Cipriani, Luigi Chiala e Luigi Chinaglia, a nome rispettivamente della presidenza del Senato e della Camera dei deputati. Fu poi la volta di Niccola Guerrazzi, volontario garibaldino e genero di Mazzoni, seguito dall’ex deputato milanese Antonio Maffi, noto soprattutto per essere stato il primo operaio eletto al Parlamento.
Le autorità ecclesiastiche, per esprimere il proprio dissenso sulla manifestazione, capitanata da esponenti massonici e democratici non certo teneri nei confronti delle istituzioni religiose, tennero chiuse le porte della cattedrale per la durata della manifestazione.

## Descrizione
Giuseppe Mazzoni è rappresentato attraverso una duplice figurazione: l’uomo politico pratese è ritratto in posa tribunizia, nell’atto di parlare al popolo, mentre le quattro formelle disposte su altrettanti lati del basamento completano il quadro dei riferimenti simbolici.
Le formelle laterali racchiudono in un ovale rispettivamente l’effigie di Francesco Domenico Guerrazzi e quella di Giuseppe Montanelli, ministri del governo democratico del 1848, nel quale Mazzoni aveva ricoperto il ministero della Giustizia e degli Affari ecclesiastici, e sempre assieme a loro aveva fatto parte del triumvirato una volta fuggito il Granduca. Inoltre, sempre con i due democratici toscani, al suo rientro dall’esilio nel 1859, Mazzoni era stato protagonista della costituzione delle fratellanze artigiane in Toscana, e per questo nominato benemerito dall’associazionismo operaio. 
Sul retro, invece, è scolpito lo stemma del Comune di Prato, mentre la formella sulla parte frontale del basamento contiene l’incisione dedicata al «triumviro della Toscana nel 1849» da parte della popolazione pratese, sorretta dalle insegne della massoneria, nella quale Giuseppe Mazzoni aveva raggiunto il grado di gran maestro.
Il monumento si presenta come un caso originale di sovrapposizione tra più figurazioni: il richiamo al momento rivoluzionario quarantottesco e alla triade democratica del triumvirato che aveva costretto alla fuga il Granduca, l’appartenenza massonica e la bene merenza operaia, sembrano coesistere pacificamente con la fedeltà all’istituto monarchico del senatore pratese e con la presenza del monumento in faccia al principale edificio religioso della città.

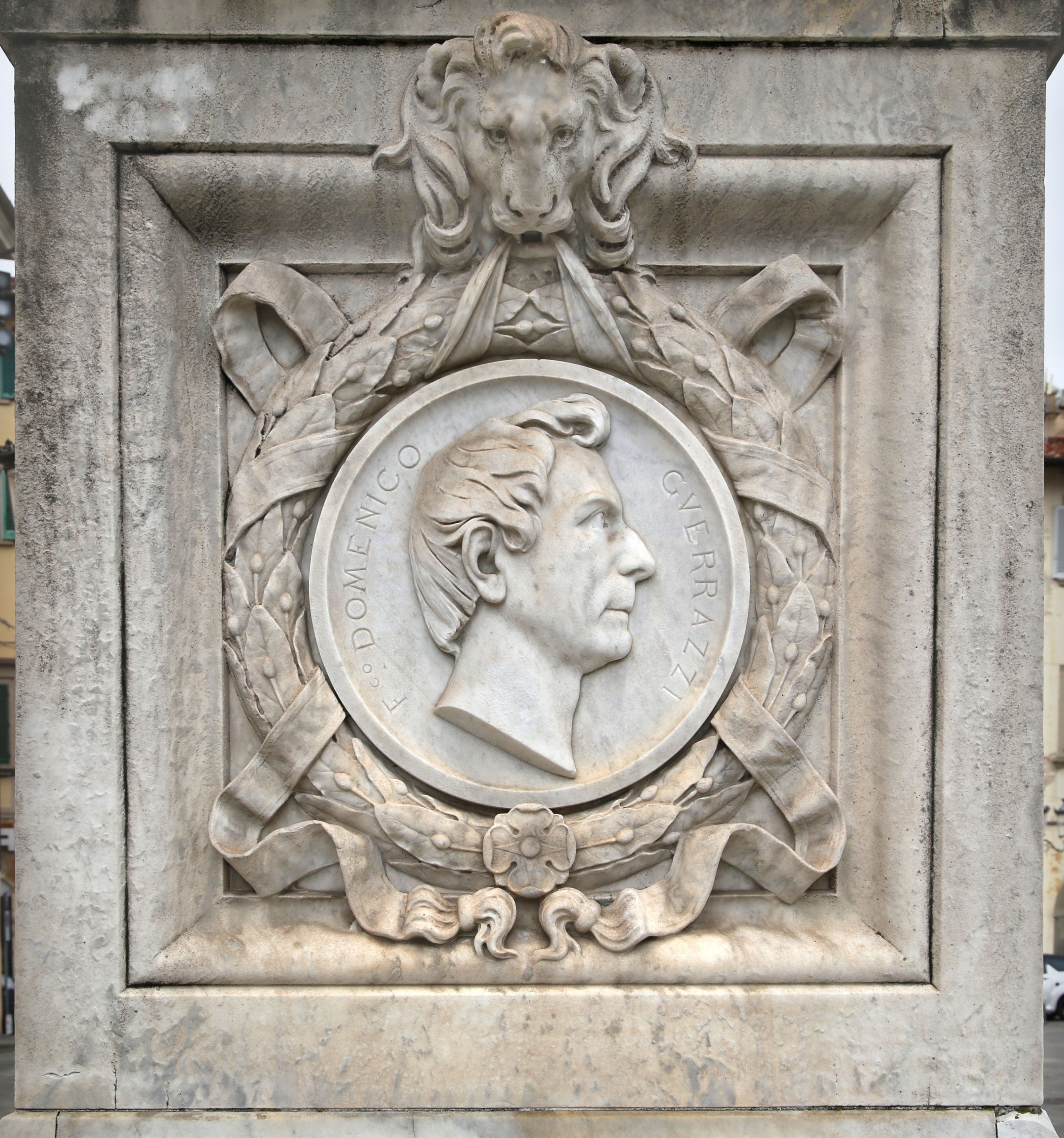
Effigie di Francesco Domenico Guerrazzi
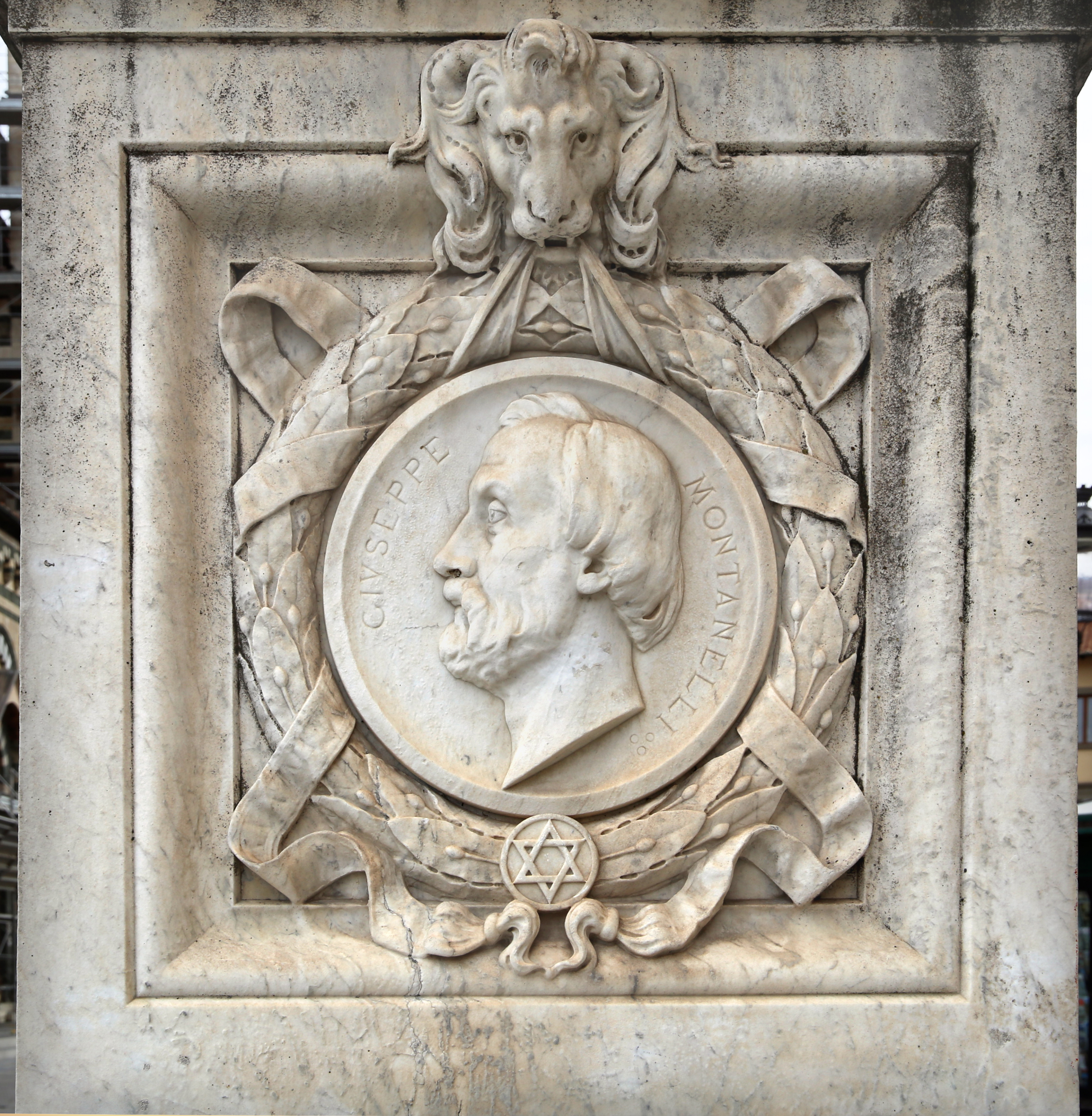
Effigie di Giuseppe Montanelli
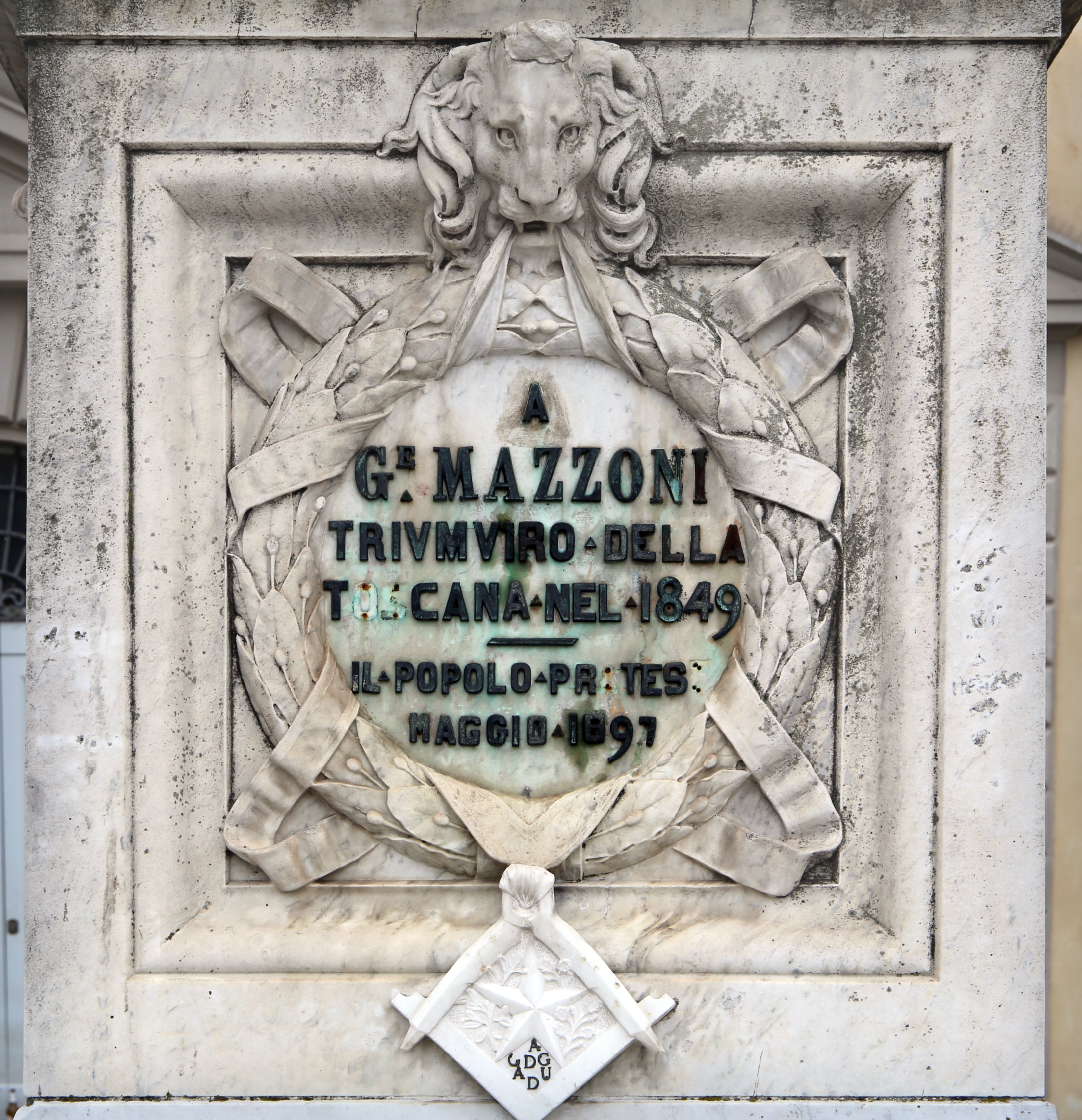
Visione frontale della base del monumento
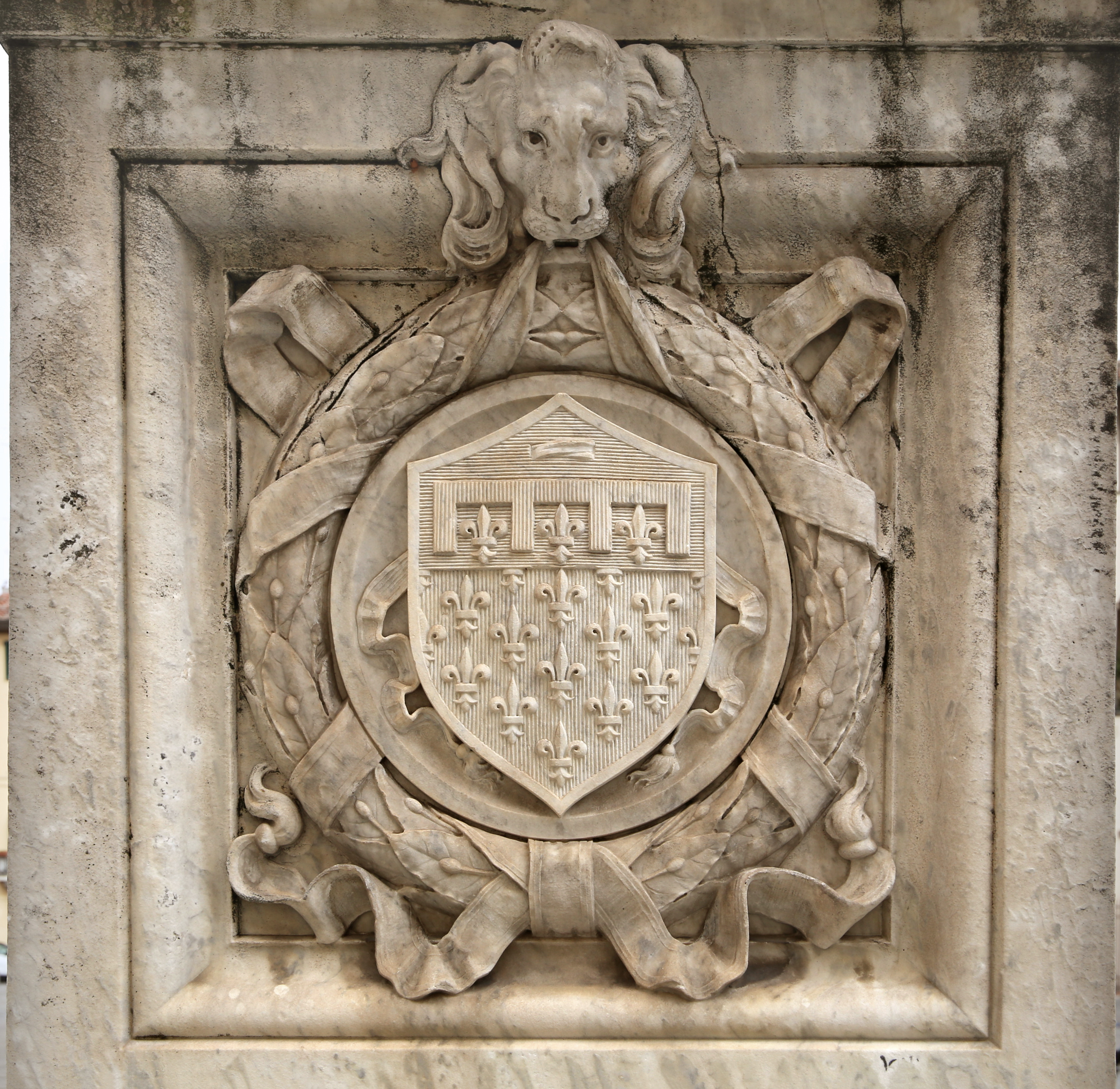
Retro della base del monumento con lo stemma del Comune di Prato